# Sociolingvistik
Sociolingvistik er den gren af lingvistikken, der undersøger sociale faktorers indflydelse på sproget, herunder hvordan forskellige sociale kontekster påvirker sprogbrug.  Sociolingvistikken analyserer typisk hvordan sproglig variation kan afspejle sociale forhold. For eksempel hvordan sprogbrug varierer i forskellige sociale situationer, talesprog versus skriftsprog, sprog i relation til geografisk område (dialekt) eller social gruppe (sociolekt), sprog i forhold til køn, alder eller generation.
Sociolingvistikken kan opdeles i mikrosociolingvistikken, der "giver sig af med at studere sprogbrug i den lille overskuelige gruppe (som regel med ansigt-til-ansigt-kontakt...)"  og makrosociolingvistiken med fx studiet af dialekter, sociolekter og sproghistorie.
Sociolingvistikken er nært beslægtet med disciplinen sprogsociologi som beskæftiger sig med sprogets rolle i samfundet, herunder sprogpolitik, sprog og uddannelse, og etnicitet, kultur og flersprogethed. Nogle sociolingvister, såsom Frans Gregersen definerer endda makrosociolingvistik og sprogsociologi som forskellige betegnelser for samme forskningsfelt.

## Sproglig variation og sociale grupper
Hvor en del af lingvistikken beskæftiger sig med at beskrive og analysere sprogets grammatiske og syntaktiske strukturer som abstrakt fænomen, er sociolingvistikkens data altid sprogbrug i konkrete sociale kontekster. Derfor kan sociolingvister studere hvordan forskellige sociale grupper bruger sproget forskelligt ved at studere hvordan sproglige variabler og sociale variabler korrelerer. Dialektologi og folkemålsstudier var forløbere for sociolingvistikken fordi de netop søgte at dokumentere hvordan bestemte lokale sprogsamfund brugte sproget, men sociolingvistikken begyndte først reelt da William Labov begyndte at studere hvordan udtale varianter i New York korrelerede med sociale variabler såsom klassetilhørsforhold. Labov viste for eksempel eksperimentelt at engelsktalende i New York havde tendens til at udtale stavelsesfinalt r tydeligt, når de indgik i en social kontekst hvor de interagerede med folk fra overklassen, hvorimod stavelsfinalt r typisk blev udeladt i kontekster hvor de interagerede med folk fra arbejderklassen. Han viste også at beboerne på øen Martha's Vineyard aktivt brugte udtaleforskelle til at udtrykke deres identitet som indfødte "vineyarders" overfor tilflyttere fra fastlandet. I England undersøgte Peter Trudgill hvordan udtale varianter der var typiske for arbejderklassens måde at tale på blev brugt som social markør af sprogbrugere i Norwich, for eksempel ved at udelade -g lyden i participiumsformer som "walking".

### Kønsforskelle i sprogbrug
Sociolingvistikken kan undersøge, om der er forskel på mænds og kvinders sprog.
En undersøgelse fra New Zealand bad mænd og kvinder om at skrive en email. Statistisk analyse af mailene kunne med ganske stor sandsynlighed påvise forfatterenes køn.
Det kunne de medvirkende i forsøget også 14 af 16 gange.
En anden undersøgelse har også overbevisende kunnet gætte kønnet på email-forfatteren udelukkende ved brug af computer-baseret klassifikation